# NGC 6612
NGC 6612 (również PGC 61665) – zwarta galaktyka (C), znajdująca się w gwiazdozbiorze Lutni. Odkrył ją w 1886 roku Lewis A. Swift.